# Tenochtitlán

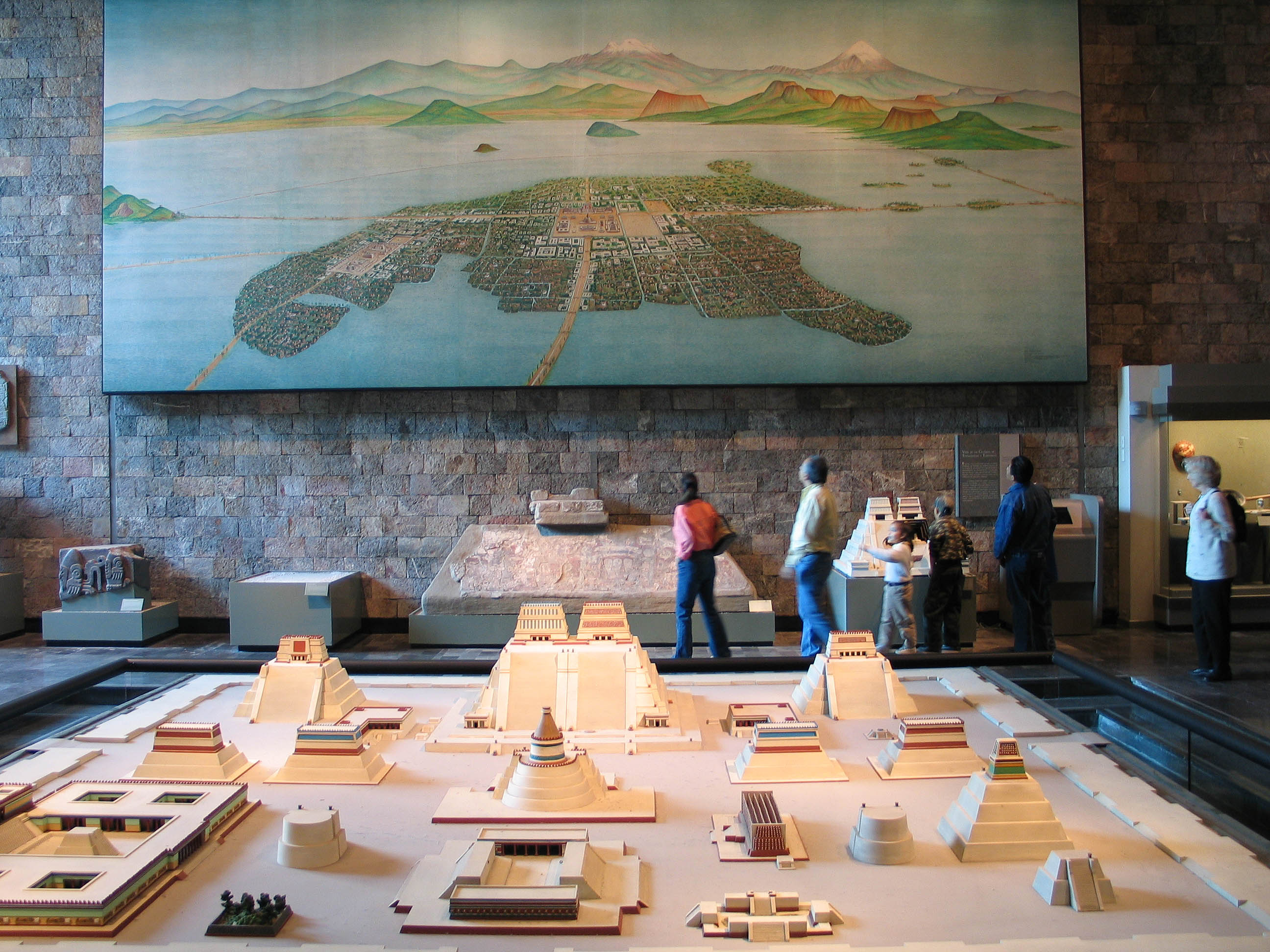
Makieta Tenochtitlánu w Narodowym Muzeum Antropologicznym w Meksyku

Tenochtitlán [tenoːʧ'titɬaːn] (w języku nahuatl oznacza „Miejsce Owocu Kaktusa” lub „Kaktusowa Skała”) – stolica państwa Azteków, założona około 1325 roku na wyspie pośrodku (oraz na sztucznych pływających wyspach) jeziora Texcoco.
Zbudowano w niej sieć kanałów i groble łączące miasto ze stałym lądem. Poziom wody był regulowany przy pomocy tam. Woda pitna dostarczana była z pobliskich gór przy pomocy akweduktów. Wewnątrz miasta powstały pływające ogrody, pałace i ogromne centrum ceremonialne, otoczone murem o wysokości 2,5 m. Centrum stanowił czworokąt o boku długości około 300 m. Mur zdobiły wizerunki Quetzalcoatla. Najważniejszym obiektem centrum była Templo Mayor – schodkowa piramida z umieszczoną na jej szczycie świątynią z podwójnym sanktuarium (podwójne sanktuaria to zwyczaj Cziczimeków). Jedno z nich było poświęcone Tlalocowi, a drugie Huitzilopochtli.  Wewnątrz centrum znajdowała się także świątynia Quetzalcoatla oraz boisko do gry w ullamaliztli (pelotę).
Bogom składano ofiary z ludzi. Czaszki ofiar przechowywano w tzw. tzompantli. Był to zbiornik otoczony kamiennym murem o wymiarach 52 × 22 × 9,0 m. Zbiorniki tego typu stanowiły swoisty powód dumy Azteków, świadczący o ich wkładzie w ocalenie świata (karmienie bogów). W mieście znajdowało się 7 takich konstrukcji, szacuje się, że największa z nich zawierała około 11 700 czaszek. Na ogół zabijano mężczyzn, jeńców wojennych, wśród czaszek znajdują się nieliczne należące do dzieci.
Pałac Montezumy II był jednym z kilku pałaców znajdujących się w Tenochtitlánie. Zbudowany został na planie kwadratu o boku długości 200 m. Składał się z kilku budynków jedno- i dwupiętrowych. Budynki usytuowano wśród ogrodów. W skład założeń pałacowych wchodziły także dziedzińce oraz ogród zoologiczny.
Tenochtitlán z czasem stał się najbardziej znaczącym miastem regionu. Prowadziły przezeń liczne szlaki handlowe wiodące do Zatoki Meksykańskiej i Oceanu Spokojnego.
Na początku XVI wieku w Tenochtitlán mieszkało ponad 200 tysięcy ludzi, co czyniło je jednym z największych miast świata. Pierwsza próba zdobycia miasta przez hiszpańskiego konkwistadora Hernána Cortésa w 1519 roku zakończyła się niepowodzeniem. Jednak 13 sierpnia 1521 roku, po długich i zaciętych bojach, Hiszpanom i ich indiańskim sojusznikom udało się zająć stolicę Azteków.
Zdobywcy zburzyli dużą część budynków i świątyń (w tym Templo Mayor), a z pozyskanych w ten sposób materiałów zbudowali na ruinach Tenochtitlán nowe miasto – Meksyk.